# 부오나로티역
부오나로티역(이탈리아어: Buonarroti)은 밀라노 지하철 1호선의 역이다. 1964년 11월 1일 1호선의 '세스토 마렐리' - '로토' 구간이 처음으로 개통하면서 문을 열었다. 이 역은 미켈란젤로 부오나로티에서 이름을 따온 미켈란젤로 부오나로티 광장 (Piazza Michelangelo Buonarroti)에 위치해 있다.

## 시설
이 역에는 다음과 같은 시설이 있다.
- 에스컬레이터
- 승차권 자동 판매기
- 역 감시카메라